# Калигула и Мессалина
«Калигула и Мессалина» (итал. Caligola e Messalina) — эротический художественный фильм 1981 года режиссёров Бруно Маттеи и Антонио Пассалии. Официальный слоган: «Узрите историю, которую не отважилась поведать книга» (англ. See the story that no history book dared to tell!).

## Сюжет
40 год нашей эры. Жестокий и развратный римский император Калигула прогоняет своих сестёр Агриппину и Друсиллу, так как они пытались свергнуть Калигулу с трона. Тем временем девушка Мессалина пытается покорить Рим, по совету своей подруги лесбиянки та решает соблазнить Калигулу. Ей удаётся его склонить к постельным утехам, а также та умудряется изменять ему с его дядей. Но неожиданная беременность рушит все её планы.

## История создания
Был снят на фоне успеха фильма «Калигула». 

## В ролях
- Владимир Брайович[4] — Калигула
- Бетти Роланд — Мессалина
- Франсуаза Бланшар — Агриппина, сестра Калигулы
- Рауль Кабрера — Силиус
- Джино Турини
- Анджело Аркулла
- Петр Станислас — Каллист
- Винсент Ло Монако
- Антонио Пассалия — Клавдий, дядя Калигулы
- Кэти Садик — Меропа
- Фанни Магер — мать Мессалины

## Съëмочная группа
Режиссёры
- Бруно Маттеи
- Антонио Пассалия

Продюсер
- Пьер Анин

Сценарий
- Антонио Пассалия

Оператор
- Луис Чиккарезе

Композиторы
- Джакомо Дель’Орсо
- Джанни Дель’Орсо